# Battleground 9: Chickamauga
Battleground 9: Chickamauga est un jeu vidéo de type wargame développé et publié par  TalonSoft en 1999 sur PC. Il est le neuvième opus de la série Battleground. Il se déroule pendant la guerre de Sécession et simule la bataille de Chickamauga, du 19 et 20 septembre 1863, et celle de Murfreesboro, qui se déroule du 30 décembre 1862 au 1er janvier 1863. Au total le jeu propose 24 scénarios et variantes de ces deux batailles avec notamment un découpage de leurs principales séquences. Par rapport aux précédents opus de la série, le jeu apporte un certain nombre d’évolution technique. Son interface et sa présentation sont ainsi mis au niveau du jeu Front de l'Ouest  mais ses graphismes demeurent inchangés.

## Trame
Battleground 9: Chickamauga retrace deux batailles de la guerre de Sécession, qui oppose les armées de l’Union à celles des états confédérés. La première est la bataille de Chickamauga, qui constitue la dernière grande victoire des confédérés de la guerre. Elle se déroule dans les forêts du Tennessee entre le 19 et le 20 septembre 1863 et oppose l’armée du Tennessee de Braxton Bragg, renforcé par la division de James Longstreet,  à l’armée de Cumberland commandé par le major William Starke Rosecrans. La seconde est la bataille de Murfreesboro qui se déroule entre le 30 décembre 1862 et le 1er janvier 1863 et qui met fin à l’invasion du Kentucky par les confédérés. Elle oppose les mêmes adversaires que celle de Chickamauga et se termine sans véritable vainqueur.

## Système de jeu
Battleground 9: Chickamauga est un wargame qui simule les batailles de Chickamauga et de Murfreesboro de la guerre de Sécession. Au total, le jeu propose 24 scénarios et variantes de ces deux batailles avec notamment un découpage de leurs principales séquences. Par rapport aux précédents opus de la série Battleground, le jeu apporte principalement des évolutions technique. Son interface et sa présentation sont ainsi mis au niveau de celles de Front de l'Ouest. La représentation des unités demeure inchangée mais celle du terrain est amélioration, avec notamment une évolution des décors en fonction de la saison.

## Accueil
| Battleground 9: Chickamauga |      |       |
| Média                       | Pays | Notes |
| Computer Gaming World       | US   | 3.5/5 |
| Cyber Stratège              | FR   | 4/5   |
| Joystick                    | FR   | 20%   |
| Strategy Plus               | US   | 4/5   |